# Pascalov zakon
Pascalov zakon je temeljni zakon hidrostatike, koji kaže: u tekućini koja se nalazi u zatvorenoj posudi vanjski tlak širi se jednako na sve strane, to jest čestice tekućine prenose tlak u svim pravcima jednako. Na tom načelu djeluje hidraulička preša ili hidraulički tijesak. Ako posuda ispunjena tekućinom ima dva otvora različite površine, u kojima su smješteni pokretni klipovi, a površina drugog klipa je n puta veća, tada ako na mali klip djelujemo određenom silom, na veliki klip će djelovati sila n puta veća. Hidraulička preša omogućuje da se primijenjena sila duž nekog puta pretvori u veću silu duž manjeg puta (naravno rad jedne i druge sile je isti). Taj zakon je potvrdio francuski matematičar Blaise Pascal. Pascalov zakon se može primijeniti na utvrđivanje hidrostatičkog tlaka.

## Hidrostatički tlak
Hidrostatički tlak je tlak koji u tekućini nastaje zbog njezine težine. Pokusima možemo dokazat da se tlak u tekućini:
- povećava s dubinom,
- jednak je na svim mjestima na istoj dubini,
- djeluje jednako u svim smjerovima.[4]

Matematički se to može izraziti:
{\displaystyle \Delta P=\rho \cdot g\cdot (\Delta h)\,}
gdje je:
ΔP - hidrostatički tlak (u SI sustavu mjerna jedinica je Pa), ili razlika u tlakovima dvije točke koje imaju različitu dubinu, zbog vlastite težine vode (fluid);
ρ gustoća vode (u SI sustavu mjerna jedinica je kg/m3);
g - ubrzanje Zemljine sile teže (srednja vrijednost na površini Zemlje, na razini mora, iznosi oko 9,81 m/s2);
Δh - visinska razlika između dvije točke (u metrima).
Pojednostavljeno se može napisati:
{\displaystyle \ p=\rho \cdot g\cdot h}
Ako promatramo neko tijelo u moru, ukupni tlak puk koji djeluje na taj objekt je:
{\displaystyle \ p_{\mathrm {uk} }=\rho \cdot g\cdot h+p_{\mathrm {atm} }}
gdje je: patm – atmosferski tlak.
Na primjer, ako se neki predmet nalazi na 10 metara dubine u moru:
p = 1 030 kg/m3 ˑ 9,81 m/s2 ˑ 10 m = 101 043 Pa ≈ 1 bar
To znači da na predmet koji se nalazi na 10 metara dubine, uz atmosferski tlak od oko 1 bar, dodatno djeluje težina mora oko 1 bar (ukupno 2 bara).